# Кувіка Іван Іванович
Іван Іванович Кувіка (нар. 21 травня 1919 — пом. 2 травня 1982 — радянський військовик часів Другої світової війни, полковий інженер 29-го гвардійського стрілецького полку 12-ї гвардійської стрілецької дивізії (61-а армія), гвардії капітан. Герой Радянського Союзу (1943).

## Життєпис
Народився 21 травня 1919 року в селі Рівному, нині Новоукраїнського району Кіровоградської області, в селянській родині. Українець. У 1938 році закінчив Оріховський сільськогосподарський технікум Запорізької області. Працював агрономом Рівненської МТС, згодом — агрономом з вирощування винограду в Криму.
До лав РСЧА призваний Сакським РВК в листопаді 1939 року. Закінчив полкову школу й Архангельське військове інженерне училище в 1941 році. Учасник німецько-радянської війни з серпня 1941 року. Воював на Брянському, Воронезькому, Центральному, Білоруському та 1-у Білоруському фронтах. Бойовий шлях лейтенант І. І. Кувіка розпочав на посаді командира інженерної роти 511-го окремого фронтового інженерного батальйону.
Особливо полковий інженер 29-го гвардійського стрілецького полку 12-ї гвардійської стрілецької дивізії гвардії капітан І. І. Кувіка відзначився під час битви за Дніпро. Отримавши наказ на форсування Дніпра 28 вересня 1943 року, він особисто обирає місце для переправи і розробляє детальний план перекидання підрозділів полку на правий беріг. У короткий термін відшукує засоби для переправи, будівельні матеріали і транспортні засоби. Використовуючи підручні матеріали, інженерні підрозділи полку звели переправу протяжністю 150 метрів. З настанням темряви 29 вересня під сильним вогнем супротивника особисто керував перекиданням стрілецьких підрозділів на правий беріг. Тричі ворожа артилерія руйнувала переправу й тричі сапери відновлювали її..
По закінченні війни І. І. Кувіка продовжив військову службу. 1945 року закінчив Вищу офіцерську інженерно-мінну школу, 1950 року — Військову академію імені М. В. Фрунзе. З 1951 року — викладач Військово-морської академії імені К. Є. Ворошилова й Військової академії зв'язку імені С. М. Будьонного в Ленінграді.
У 1961 році полковник І. І. Кувіка вийшов у запас. Працював директором ДЮСШ, заступником директора Палацу спорту, очолював спеціалізовану школу фігурного катання майстрів м. Ленінграда. В 1965 році, без відриву від виробництва, закінчив спецкурс Ленінградського інституту фізичної культури імені Лесгафта. З 1971 року — на господарській роботі: директор пансіонатів «Зелений бір» (м. Луч), «Дюни» (м. Сестрорецьк), а з 1973 року — заступник голови Ленінградської територіальної ради по управлінню курортами профспілок.
Помер 2 травня 1982 року. Похований на цвинтарі Жертв 9 січня в Санкт-Петербурзі.

## Нагороди
Указом Президії Верховної Ради СРСР від 15 січня 1944 року за зразкове виконання бойових завдань командування на фронті боротьби з німецькими загарбниками та виявлені при цьому відвагу і героїзм, гвардії капітану Кувікі Івану Івановичу присвоєне звання Героя Радянського Союзу з врученням ордена Леніна та медалі «Золота Зірка» (№ 2932).
Також був нагороджений радянськими орденами Вітчизняної війни 1-го ступеня (08.08.1943), Червоної Зірки, медаллю «За відвагу» (20.12.1942), іншими медалями.